# The Complete Notebook Series
The Complete Notebook Series is een verzamelalbum van Iain Matthews. Het bestaat uit een box met vijf cd's, waarvan er al eerder vier waren verschenen, maar op dat tijdstip niet meer verkrijgbaar waren. In de verzamelbox zat een vijfde cd met nog niet eerder verschenen opnamen, die Matthews gemaakt had in de Woodshed Studio (vandaar de subtitel Woodshedding) te Austin in maart 1999. Het was vanouds alleen Matthews met zijn gitaar. Het album bevat vroege versies van liedjes die eerder in een definitieve vorm verschenen op A  tiniest wham (later opgenomen dan Woodshedding) en La terre commune van More than a song uit 2001.  

## Muziek

### CD 1
- zie Live alone

### CD2
- zie Intimate wash

### CD3
- zie Camouflage

### CD4
- zie Nights in Manhattan (Amerikaanse uitvoering)

### CD5: Woodshedding
Alle van Matthews, behalve waar aangegeven

| Nr. | Titel                                 | Duur |
| --- | ------------------------------------- | ---- |
| 1.  | Close to the bone                     |      |
| 2.  | Propinquity                           |      |
| 3.  | Stranded                              |      |
| 4.  | She’s a mystery                       |      |
| 5.  | Christoforo’s eyes                    |      |
| 6.  | Southern wind                         |      |
| 7.  | Fences                                |      |
| 8.  | Funk and free                         |      |
| 9.  | Sing sister sing                      |      |
| 10. | Darkness darkness (Jesse Colin Young) |      |
| 11. | Power of blue                         |      |
| 12. | And it stoned me (Van Morrison)       |      |
| 13. | Tailspin                              |      |
| 14. | Fading fast                           |      |

Cd 1: Nights in Manhattan · Cd 2: Live alone · Cd 3: Intimate wash · Cd 4: Camouflage · Cd 5: Woodshedding